# Jacobus Vrel

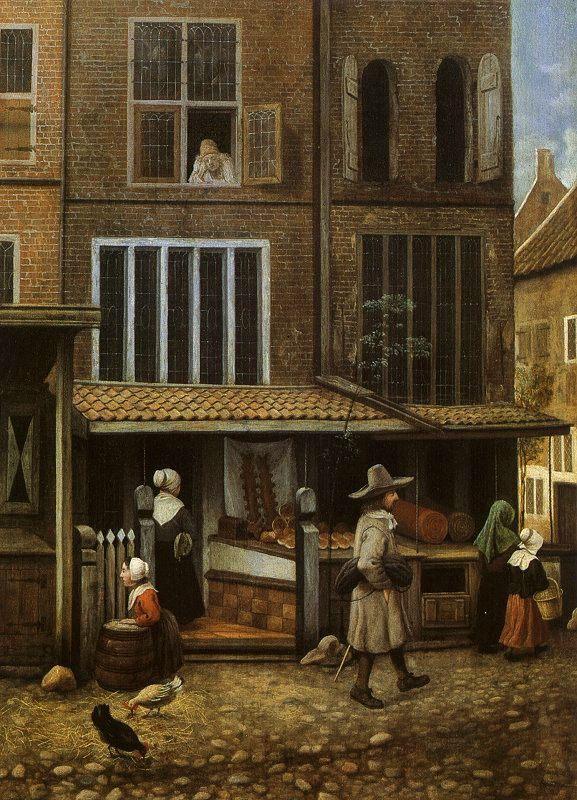
Scena uliczna

Jacobus Vrel, najczęściej podpisywał się jako J.V., a także używał nazwisk Vrel, Vreelle, Frell (aktywny w latach 1654–1662) – bliżej nieznany malarz prawdopodobnie holenderskiego lub flamandzkiego pochodzenia. Był krótko aktywny w Holandii.
Znanych jest 49 obrazów Vrela oraz 1 szkic. Składają się na nie:
- 9 widoków ulicznych,
- wnętrze kościoła,
- studium dwóch kobiet,
- troje ludzi na tle pejzażu,
- 27 scen rodzajowych w skromnych, niemal pustych izbach.

Na jego prace mieli wyraźny wpływ Jan Vermeer i Pieter de Hooch. Prace Vrela są rzadkie: w muzeach i galeriach zgromadzono 38 obrazów przypisywanych artyście. Identyfikacja ich była bardzo utrudniona, gdyż wiele miało w przeszłości zmieniane i fałszowane podpisy. Pozornie prymitywny styl budził też spekulacje, że Vrel był amatorem, lecz późniejsze analizy potwierdziły jego wysoki kunszt artystyczny.

## Wybrane prace
- Wnętrze, Bruksela,
- Scena uliczna, ok. 1654-1662,
- Kobieta przy oknie, Haga,
- Piekarnia, Amsterdam.